# روبرت صافاریان
روبرت صافاریان (زادهٔ ۱۳۳۳ در تهران)، منتقد، مدرس و تحلیل‌گر فیلم و سینمای ایرانی ارمنی‌تبار است.

## زندگی
صافاریان فارغ‌التّحصیلِ کارگردانی است. وی عضو هیئت داوران انجمن مستندسازان در سال ۱۳۷۶، هیات انتخاب دومین جشنواره مستند کیش ۱۳۷۹، هیات انتخاب سومین جشنواره مستند کیش ۱۳۸۰، هیات داوری چهارمین جشنواره مستند کیش ۱۳۸۱، هیات انتخاب بیستمین و بیست‌ویکمین دوره‌های جشنواره فیلم کوتاه تهران و هیئت تحریریه نشریه ادبی هنری ارمنی زبان هاندس بوده‌است. صافاریان مسئول بخش «سینمای مستند در جهان» نشریه سینما-حقیقت (تخصصی سینمای مستند) بوده و مدرس «تحلیل فیلم» در مؤسسه آموزش عالی سوره (اصفهان)، ۱۳۸۰ تا ۱۳۸۲ بوده‌است. همچنین نگارش و ترجمه ده‌ها نقد و مقاله دربارهٔ سینما و سینمای مستند در نشریات سینمایی کشور از جمله ماهنامه سینمایی فیلم و شرکت در برنامه‌های سینمایی رادیو و تلویزیون به عنوان منتقد فیلم و کارشناس سینمای مستند از دیگر فعالیت‌های او است.

## آثار تألیفی و ترجمه

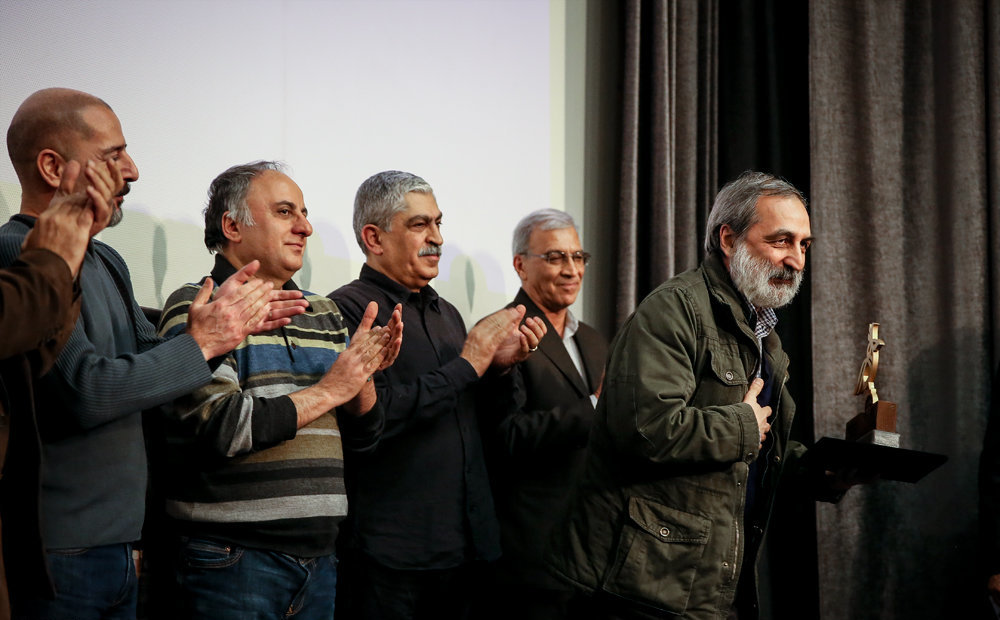

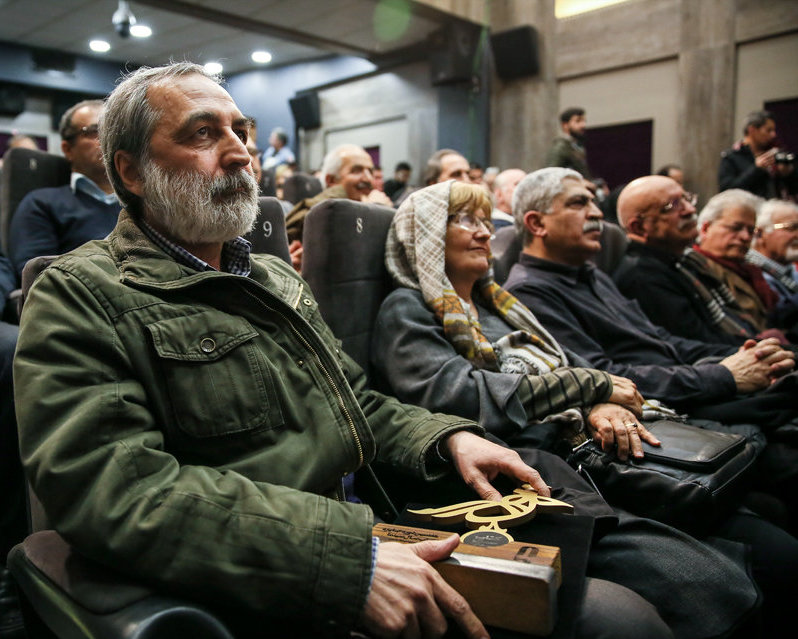

1. زندگی مؤلف[پیوند مرده]، نوشتهٔ سارا کوزلوف، ترجمهٔ روبرت صافاریان، دبیر مجموعه مازیار اسلامی، ۱۳۹۸، نشر لِگا
2. تألیف کتب بیماری اروس
3. تحلیل فیلم ماجرای میکل‌آنجلو آنتونیونی (انتشارات فرهنگ کاووش)
4. همزاد کابوس، تحلیل فیلم سایه یک شک آلفرد هیچکاک (انتشارات فرهنگ کاووش)
5. مصاحبه در فیلم مستند (۱۳۸۹، نشر ساقی)[۱]
6. ترجمه: نشانه‌شناسی سینما، نوشته کریستین متز (انتشارات فرهنگ کاووش)[۲]
7. ترجمه: اومانیسم در نقد فیلم، نوشته رابین وود (نشر مرکز)

را نیز در کارنامهٔ کاری خود دارد.
1. زن نیکوکار و گربه خوشبخت، مجموعه قصه، نوشته هکتور هیو مونرو (۱۳۸۰، نشر مهراز)
2. تاریخ سینما، نوشته دیوید بُردوِل و کریستین تامسون (نشر مرکز)
3. تدوین فیلم و ویدئو (نشر مرکز)
4. سکوت در بلندگوها: مقاله‌هایی دربارهٔ صدا در سینما (۱۳۸۶، خانه سینما)
5. مقالات شارل بودلر (انتشارات حرفه: نویسنده)
6. صافاریان فیلم‌های وارونگی (۱۳۸۵، مستندی دربارهٔ آلودگی هوای تهران)
7. جفت شیش (۱۳۸۶، فیلم مستندی دربارهٔ مسعود کیمیایی، کارگردانی مشترک با احمد میراحسان)
8. «تهران در عکس» (۱۳۸۷، تصویر شهر تهران در عکس‌های دوره‌های تاریخی مختلف)[۳]
9. ۱۴ آبان، روز آتش (۱۳۸۷، فیلم مستندی دربارهٔ وقایع روز ۱۴ آبان ۱۳۵۷)[۴]
10. مسافران کناره‌های خزر (۱۳۸۸، دربارهٔ گردشگری در شمال کشور)
11. تهران ـ شمال (۱۳۸۸، دربارهٔ راه‌های تهران به استان‌های شمالی کشور)
12. گفت و گو با انقلاب (۱۳۸۹، مکالمه‌ای از ورای بیش از سی سال با عکس‌ها و فیلم‌های باقی مانده از روزهای انقلاب)[۴]
13. «در فاصله دو کوچ» (۱۳۹۲، دربارهٔ زندگی و آثار شاعر ارمنی-ایرانی آزاد ماتیان و نگاهی به جامعه ارامنه ایران)[۵]
14. «سینمای کیارستمی به روایت روبرت صافاریان»[۶] انتشارات روزنه
15. این فیلم‌ساز شاعر عروسک ساز مستندساز افسانه پرداز شعبده باز (سینمای سرگئی پاراجانوف) (نشر چشمه)